# Грисел
Грисел или Грижел (на гръцки: Αγκαθιά, Анкатия, до 1926 Γκριτζάλη, Гридзали) е село в Република Гърция, дем Александрия, област Централна Македония.

## География
Селото е разположено в областта Урумлък (Румлуки), на 10 километра южно от Александрия (Гида), на десния бряг на Бистрица (Алиакмонас), на главния път за Катерини. Землището на селото е много плодородно.

## История

### В Османската империя
В XIX век Грисел е село в Берската каза на Османската империя. Александър Синве („Les Grecs de l’Empire Ottoman. Etude Statistique et Ethnographique“) в 1878 година пише, че в Гресали (Ghressali), Камбанийска епархия, живеят 360 гърци. В 1900 година според Васил Кънчов („Македония. Етнография и статистика“) в Грисел живеят 150 българи християни. Кънчов пише: 
| „ | Една ивица отъ български чифлици се спуща край десния брѣгъ на Бистрица до морето. Обаче и тя е изложена на погръчанье и селата Либеново, Миленово, Нисель, Гусалъ, Пископа сѫ двоезични. | “ |

По данни на секретаря на Българската екзархия Димитър Мишев („La Macédoine et sa Population Chrétienne“) в 1905 година в Грисел (Grissel) живеят 150 българи патриаршисти гъркомани.

### В Гърция
През Балканската война в 1912 година в селото влизат гръцки части и след Междусъюзническата в 1913 година Грисел остава в Гърция. В 20-те години в селото са заселени малко гърци бежанци от Турция, които в 1928 година са само 12 души.
В 1926 година името на селото е сменено на Анкатия.
| Име      | Име       | Ново име | Ново име | Описание                                              |
| -------- | --------- | -------- | -------- | ----------------------------------------------------- |
| Чаталина | Τσαταλίνα | Дихала   | Διχάλα   | местност на ССЗ от Грисел, по десния бряг на Бистрица |

| Година    | 1913 | 1920 | 1928 | 1940 | 1951 | 1961 | 1971 | 1981 | 1991 | 2001 | 2011 | 2021 |
| --------- | ---- | ---- | ---- | ---- | ---- | ---- | ---- | ---- | ---- | ---- | ---- | ---- |
| Население | 571  | 565  | 677  | 858  | 1105 | 1303 | 1221 | 1447 | 1459 | 1350 | 1270 | 1136 |